# Tomasz Baworowski
Tomasz Baworowski herbu Prus II – rotmistrz królewski w 1649 roku, rotmistrz chorągwi kozackiej w 1633 roku.